# Велика депресія у США
«Велика Депресія» найпомітнішою була у США. Тут вона тривала з жовтня 1929 р. до 1933 р. Настала відразу після періоду «нової ери» в історії США, яка була характерною значними економічними успіхами. Основною причиною «Великої Депресії» називають кризу перевиробництва.

## Основні причини «Великої Депресії»
Така системна криза не могла не мати своїх причин. І дійсно вчені висунули декілька теорій причини виникнення кризи, які часто суперечать одна одній.
Кейнсіанське пояснення
Кейнсіанське пояснення пов'язує кризу з нестачею грошової маси. У той час гроші були прив'язані до золотого запасу, це значно обмежувало грошову масу. Водночас масштаби виробництва зростали, з'являлися нові види товарів, такі як автомобілі, літаки, радіоприймачі.
Товарна кількість, як валова, так і асортиментна, збільшувалася в рази. Внаслідок обмеженості грошової маси й зростаючого надлишку товарної маси виникла значна дефляція — ціновий спад, що викликав фінансову нестабільність, банкрутство багатьох підприємств, неповернення кредитів. Грандіозний сумарний ефект 

Марксистське пояснення пояснює депресію кризою надвиробництва, притаманною капіталізму.
Теорія біржової бульбашки 
Теорія біржової бульбашки стверджує, що інвестиції у виробництво були набагато більшими за реально необхідні.
Теорія стрімкого приросту населення
Теорія стрімкого приросту населення пов'язує кризу з великою кількістю дітей у сім'ї. Велика кількість дітей була характерною для аграрного способу виробництва (в середньому 3-5 дітей на сім'ю), однак на період кризи значно скоротився відсоток природної смертності від хвороб у результаті технологічного прориву в медицині та тимчасового підвищення рівня життя.
Вчені висувають декілька теорій але вони згодні в тому, що в кризі винна сукупність декількох факторів. Основні з них:
- Вигідна позиція США у Першій Світовій війні призвела до значного зросту економіки, особливо галузь ВПК. Ці галузі важкої індустрії і після війни мали значні прибутки, але інші в цей же час зазнавали збитків.
- Шалений ріст обсягів виробництва у 20-х рр. значно перевищив зростання прибутків більшості американців. З цієї причини товари не розкуповувалися й осідали на складах виробників.
- Непомірно великі пільги монополіям призвели до того, що вони диктували ціни на сировину і на готову продукцію. При цьому не зважалося на ситуацію на ринку, а враховувалися лише інтереси монополій.
- Союзники, а також переможена Німеччина, заборгували США значні суми й не могли їх виплатити.
- Надання дешевих кредитів, які були доступні «середньому» американцю, призвело до величезних спекуляцій ними й надмірного захоплення американцями покупками. Населення ж не мало коштів, щоби розплачуватися за них.
- У відповідь на прийняті в США закони, спрямовані на захист американського виробника, європейські країни також закрили свої ринки для американських товарів і послуг. До того ж Європа не мала чим розраховуватись за американський імпорт.

## Проходження кризи
Розглянемо проходження кризи у США по роках.
1929 р. 
Кризі передувала низка подій, на які тоді не звернули особливої уваги. У 1928 році завершився будівельний бум. Продаж автомобілів знижувався упродовж дев'яти місяців року. Економіка США вступила у стадію рецесії в серпні — за два місяці до краху біржі.
За ці два місяці обсяги виробництва впали на 20%, ціни роздрібної торгівлі знизилися на 7,5%, особисті доходи американців — на 5%. У жовтні завалилася біржа: за місяць втрати склали $16 млрд. — астрономічна сума на ті часи. Влада США почала робити перші кроки для підтримки економіки, яка буксувала: Конгрес [US Congress] прийняв закон, покликаний надати фінансову допомогу фермерам.
До моменту початку кризи 1% американців володіли надвисокими доходами, 42% — наднизьким. У 1929 році приблизно 100 великих корпорацій контролювали половину корпоративних фінансів Америки, а банківська система була в дикому стані — банки часто обіцяли своїм вкладникам 4-5% доходу на день.
З середини 1920-х років фондовий ринок США був повністю у владі «биків» — гравців, що грають на підвищення курсів акцій. У 1923 році фондовий індекс Dow Jones перебував на рівні 99. У серпні 1929 року він злетів на 400% і досяг 380, а 3 вересня індекс досяг рекорду 381,17 — однією з причин цього зростання була активність біржових спекулянтів.
Різко зріс обсяг заощаджень, які жителі США зберігали в банках. Процентні ставки тоді були низькі, тому банківські кредити були доступні дуже багатьом американцям, які розраховували погасити їх у майбутньому. Спекулянти брали банківські кредити для того, щоб вкласти ці гроші в акції. Стан справ у промисловості, здавалося, був блискучим. Промислові компанії рапортували про прибутки і воліли інвестувати їх у виробництво нових видів продукції. Це спонукало біржових гравців активно скуповувати їхні акції.
Однак у 1929 році з'ясувалося, що акції не забезпечують високого рівня дивідендів, а прогноз прибутків багатьох компаній-емітентів виявився завищеним. Компанії-емітенти стикалися з падінням обсягів продажів, у той час, як курси їхніх акцій росли. 24 жовтня 1929 (цей день увійшов в історію як «чорний четвер») на Нью-Йоркській фондовій біржі відбулося різке зниження акцій. Це ознаменувало початок найбільшої в історії світової економічної кризи.
«Биків» змінили «ведмеді» — гравці на зниження. Інвестори почали масово продавати акції, спроби утримати курси акцій не увінчалися успіхом. Вартість цінних паперів впала на 60-70%, різко знизилася ділова активність, був скасований золотий стандарт для основних світових валют.
Найсолідніші акції — Американської компанії телефонів і телеграфу, Загальної електричної компанії і Загальної компанії двигунів — втратили протягом тижня до двохсот пунктів. До кінця місяця власники акцій втратили понад 15 млрд доларів. До кінця 1929 падіння курсів цінних паперів досягло фантастичної суми в 40 млрд доларів. Закривалися фірми і заводи, тріскалися банки, мільйони людей стали безробітними.
Промислове виробництво під час цієї кризи скоротилося в США на 46%, у Великій Британії на 24%, у Німеччині на 41%, у Франції на 32%. Курси акцій промислових компаній впали в США на 87%, у Великій Британії на 48%, у Німеччині на 64%, у Франції на 60%. Колосальних розмірів досягло безробіття. За офіційними даними, в 1933 році в 32 розвинених країнах налічувалося 30 млн безробітних, у тому числі в США 14 млн.
1930 р. 
Федеральна Резервна Система США [Federal Reserve System] вперше за свою історію різко скоротила кредитну ставку: з 6% до 4%. Крім того, були зроблені перші спроби підживити економіку, що буксувала, бюджетними грошима.
Економісти центрального банку США вважали, що економіка повинна виправитися самостійно. Певні причини для подібного оптимізму існували: річ у тому, що економіки країн Європи також обвалилися, і американські інвестори перестали вкладати гроші в Старий Світ — зберігалася надія, що ці засоби почнуть працювати у США. Тоді ж був прийнятий перший протекціоністський закон: митні ставки на імпортні товари були значно підвищені.
Аналогічні протекціоністські заходи прийняли всі інші країни світу, що намагалися захистити своїх виробників. США охопила банкова паніка — вкладники кинулися вилучати внески, що зробило негативний вплив на стан фінансової системи. В кінці року розміри ВВП США скоротилися на 9,4% порівняно з 1929 роком, рівень безробіття виріс із 3,2% до 8,7%.
1931 р. 
Конгрес США не прийняв жодного закону, покликаного боротися з Великою Депресією. Весна ознаменувалася черговою хвилею банкової паніки. Розміри ВВП США скоротилися на 8,5% порівняно з попереднім роком, безробіття виросло до 15,9%.
1932 р. 
Цей рік вважається одним із найважчих років Депресії: розміри ВВП США скоротилися на рекордні 13,4% (31% порівняно з рівнем 1929 року), рівень безробіття досяг 23,6%. Акції промислових компаній США втратили 80% вартості, порівняно з рівнями 1930 року.
Обсяги інвестицій у 1929 році складали $16.2 млрд. — у 1932 році вони впали до 340 млн. Обсяги міжнародної торгівлі скоротилися на дві третини порівняно з докризовим рівнем. Конгрес прийняв низку антикризових законів і створив низку спеціалізованих організацій, покликаних боротися з Депресією. Заодно були підвищені податки (подібний крок уперше був зроблений у мирний час): верхня ставка виросла більше, ніж удвічі — з 25% до 63%.
Цих заходів виявилося недостатньо — тодішній президент, республіканець Герберт Гувер [Herbert Hoover] провально програв вибори демократові Франкліну Рузвельту, демократи також отримали більшість у Конгресі.
«Новий курс» президента Франкліна Рузвельта, суть якого полягала у проведенні державно-монополістичного регулювання економіки, дозволив поступово нормалізувати становище в країні.
Загалом програма «Нового курсу» передбачала відхід від ідеології «саморегульованого ринку» і початок планування капіталістичної економіки, забезпечення мінімальних соціальних гарантій і створення робочих місць. У міжнародній сфері пропонувалася «політика добросусідства».
Політика «Нового курсу» включала в себе регулювання цін, ініціювання об'єднання виробників у великі підприємства, соціальну програму — встановлення мінімальної заробітної плати, максимального робочого тижня, введення пенсій працівникам, які досягли 65 років, та ін.
Було затверджено всеосяжний закон про банківську діяльність. Впроваджувалося федеральне 100% страхування малих і середніх внесків. Банкам пропонувалося чітко розділитися функціонально: тим, хто вів операції з цінними паперами, заборонялася ощадна діяльність. Відтепер внески було неможливо використати в спекулятивних цілях. З метою додаткового захисту від шахрайства встановлювався обмежувальний перелік дій з цінними паперами. Інвестиційні банки не мали змоги кредитувати фірми, чиїми акціями вони володіли. Цим заходом було зупинене штучне збільшення вартості акцій. Фінансові угоди всередині холдингових компаній перебували під контролем. Федеральна резервна система здобула право детального контролю за функціонуванням усієї банківської структури. Саму ж систему практично підпорядковував собі президент, бо він отримав право призначення членів Ради керівників.
В результаті цієї кризи в США була створена Комісія з цінних паперів (Securities and Exchange Commission), яка була покликана встановлювати правила гри та карати порушників. Також був прийнятий закон, який заборонив зв'язок між інвестиційними і комерційними банками, і введено державне страхування банківських вкладів на суму, що не перевищує 100 тисяч доларів (для цього сформовано Федеральна корпорація страхування депозитів FDIC).
Конгрес створив вісім нових структур, головним завданням яких була боротьба із кризою: вони займалися видачею кредитів фермерам, організацією громадських робіт (для того, щоб працевлаштувати безробітних), страхуванням банківських внесків тощо.
Крім того, Конгрес прийняв пакет антикризових законів. США відмовилися від прив'язки курсу долара до вартості золота. Темпи падіння економіки США помітно зменшилися: у 1933 році вони склали 2,1%, безробіття виросло і досягло рівня 24,9%.

## Наслідки «Великої Депресії»
За статистичними даними, криза у США спричинила найтяжчі наслідки.
- Було закрито більше як 5 тисяч банків
- Акції знецінились на 40 мільярдів доларів
- Внаслідок підвищення рівня інфляції значно зросли ціни
- Промислове виробництво скоротилося на 50%
- У п'ять разів зменшилося виробництво автомобілів
- 12 мільйонів безробітних (у піковий момент кризи — 15 мільйонів)
- 5 мільйонів американських фермерів були позбавлені господарства і землі за несплату боргів.

На думку деяких експертів, природний приріст населення у США на час кризи суттєво зменшився. Охоплене панікою населення намагалося за першої ж можливості вилучати свої заощадження з уцілілих банків, у результаті чого кількість грошей в обігу зросла з 454 млн доларів в 1929 році до 5699 млн доларів наприкінці 1932 року.

## Висновок
«Велика Депресія» 1929–1933 років мала великі наслідки для подальшого розвитку країни. Вперше уряд США впровадив такі заходи, як державне втручання в економіку та державний контроль монополій. Також вперше були розроблені масштабні соціальні програми для ліквідації великої прірви між багатими та бідними. Ці нові заходи суттєво змінили обличчя американської економіки та американського капіталу, що особливо стане помітним в наступні десятиліття.